# 吉川莉奈
吉川 莉奈（よしかわ りな、1989年8月9日 - ）は、日本のAV女優。ポップスター所属。
神奈川県出身。身長:148cm。スリーサイズ:B82(C)・W59・H80。

## 略歴・人物
2008年7月1日にワンズファクトリー専属女優としてAVデビュー。

## 出演作品

### アダルトビデオ
2008年
- Pure Smile 芽生え始めたHな気持ち（2008年7月1日 DVD[2]、ワンズファクトリー） ※デビュー作
- Touch Me「ギュって抱きしめて…」（2008年8月1日 DVD[3]、ワンズファクトリー）
- 未成熟なのに絶頂アクメで連続潮吹き(2008年9月1日、ワンズファクトリー)
- 【解禁スペシャル】大量ザーメン32連射(2008年10月1日、ワンズファクトリー)
- ビンタ凌辱レイプ(2008年11月1日、ワンズファクトリー)
- CDAV カウントダウンAV ～豪華女優の極上猥褻プレイランキング8時間SP～(2008年12月1日、ワンズファクトリー)

2009年
- 接吻や乳首を舐められながら手コキされた僕。 4(2009年1月1日、ワンズファクトリー)

## 書籍

### 雑誌
- 週刊プレイボーイ（2008年7月14日、集英社）どこよりも早い!2008下半期デビューの新オナペット12名を大公開 04 吉川莉奈